# 財務報表
財務報表（英語：Financial statements），簡稱財報，是一套會計文件，它反映一家企業過去一个財政时间段（主要是季度或年度）的財政表現，及期末狀況。它以量化的財務數字，分目表達。财务报表能帮助投资者和债权人了解企业的经营状况，进一步帮助经济决策。财务报表是在一般公认会计原则下有选择性地报告财务状况，是现实经济状况的近似描述。

## 組成文件
過去有所謂「財務三表」的說法，指的是企業財務報告中最基礎運用的三種財務報表，這三種報表分別是損益平衡表（損益表）、資產負債表（股東權益表）、現金流量表，其中「現金流量表」是從「損益表」與「資產負債表」兩者間推算而得，具有驗算效果。
除上述財務三表外，亦有人提出所謂的第四表與第五表，第四表為股東權益變動表。四表的功能如下：
1. 利润表/ 損益表（Profit and Loss Account）：它反映企業收入、支出及盈利的表現。
2. 資產負債表（Balance Sheet）：它反映企業資產、負債及資本的期末狀況。
3. 現金流量表（Cash Flow Statement）：它反映企業現金流量的來龍去脈，當中分為經營、投資及融資三個活動分類。
4. 所有者权益变动表（Statement of Changes in Equity）

- 亦有人納入「盈餘分配表」作為第五份報表，但其地位與使用性仍無法與前三表相提並論。

在「國際財務報告準則」（IFRS）中，財務三表和「股東權益變動表」的名稱和內容結構略有調整：
| GAAP制                                                        | IFRS制                                                      |
| ------------------------------------------------------------- | ----------------------------------------------------------- |
| 利潤表（Income Statement）或損益表（Profit and Loss Account） | 綜合淨利表／綜合損益表（Statement of Comprehensive Income） |
| 資產負債表（Balance Sheet）                                   | 財務狀況表（Statement of Financial Position）               |
| 現金流量表（Cash Flow Statement）                             | 現金流量表（Statement of Cash Flows）                       |
| 所有者权益变动表（Statement of Stockholders Equity）          | 所有者权益变动表（Statement of Changes in Equity）          |

國際會計準則理事會（IASB）修改報表名稱的目的是讓它的名稱和所彰顯的功能更為接近，惟IAS 1並不強制要求企業須依新的報表名稱稱呼其財務報表。

## 相關報告
財務報表當中財政報告附註，它說明會計政策、固定資產折舊、無形資產攤銷等。
在財政報告中，如果附有会计师的审计报告，它可信性將會更高。所以在每年六月的股東會上，財政報告一般要附有會計師報告。
在上市公司中的公司年報，按上市規則，除了財政報告，還有董事長的業務報告、企業管治報告等多份非會計文件。不過，股民最關心的，還是公司年報內的配息建議，及分析財務報表上的財務比率。

## 附注
在财务报表末尾添加的有助于解释报表中具体项目以及对公司财务状况进行更全面评估的额外信息被称为附注（或 "财务报表附注"）。
财务报表的附注可以包括关于债务、账目、或有负债的信息，关于持续经营的标准，或关于解释财务数字的背景信息。附注澄清了个别报表的细目。附注也被用来解释编制报表所使用的会计方法，它们支持对特定账户如何计算的评估。作如，如果一家公司在利润表中列出了固定资产减值项目的损失，附注可以通过描述资产如何减值来说明减值的原因。
在合并财务报表中，所有的子公司都被列出，以及母公司在子公司中的所有权（控制性权益）的数量。
如果以前报告的估计金额与实际结果之间存在重大差异，那么财务报表内任何通过估计进行估值的项目都是说明的一部分。应包括对估计和实际结果之间差异的影响进行全面披露。

## 外部连结
- TWSE - 公開資訊觀測站 （页面存档备份，存于）
- 香港一家上市公司的公司年報中的財務報告